# 매드라이프
매드라이프(본명: 홍민기, 1992년 10월 5일 ~ )는 대한민국의 리그 오브 레전드 전직 프로게이머이다. 현재 트위치 스트리머로 활동하고 있다. 선수 시절 포지션은 서포터였으며 아이디는 Madlife를 사용했다.

## 선수 시절
2011년 10월, CJ 엔투스 프로스트에 입단하면서 프로 커리어를 시작했다. LOL 인비테이셔널에서는 당시 사람들의 서포터에 대한 인식을 바꾸게 하도록 기여했다. 2012 스프링 시즌에서는 팀의 에이스로 활약하면서 팀의 준우승에 기여했다. 2012 서머 시즌에서도 이런 활약을 이어나가면서 팀의 우승을 이끌었다. 롤드컵 시즌2에서도 좋은 모습을 이어나가면서 팀의 준우승에 기여했다.
2012-2013 윈터 시즌에서도 팀의 준우승에 기여했다. 2013 스프링에서도 활약했다. 리그 오브 레전드 올스타전 2013에 참여했으며 LCK의 우승을 이끌었다. 서머 시즌에서는 주 챔프들이 밴되면서 활약을 하지 못했다.
2013-2014 윈터 시즌에서는 부족한 모습을 보여주면서 챔피언스와 NLB에서 탈락했다. 스프링 시즌에서는 무난한 모습을 보여주었다. 2014 스프링 NLB에서는 좋은 모습을 보이면서 팀의 우승에 기여했다. 리그 오브 레전드 올스타전 2014에 참가했다. 서머 시즌에서는 그냥저냥한 활약을 보여주었지만 팀은 승리하지 못하며 16강에서 탈락했다. NLB에서도 8강에서 탈락했다.
2015시즌을 앞두고 CJ의 형제팀이 통합되면서 CJ의 통합팀으로 합류했다. 스프링 시즌에서는 부활한 모습을 보여주면서 팀의 포스트시즌 진출에 기여했다. 2015 서머 시즌에서도 좋은 모습을 계속 보여주면서 팀의 포스트시즌 진출에 기여했다. 리그 오브 레전드 올스타전 2015에 참가했다. 
2016 스프링 시즌에서도 괜찮은 모습을 보여했다. 하지만 서머 시즌에서는 부진한 폼을 보여주었다. 팀은 승강전에 빠지게 되었으며 결국 강등당했다. 시즌 종료 후 리그 오브 레전드 올스타전 2016에 출전했다.
2017시즌을 앞두고 골드 코인 유나이티드에 입단했다. 스프링 시즌 팀의 2부리그 준우승에 기여했다. 하지만 1부리그 승격에 실패했다. 서머 시즌에서도 2부리그 우승에 기여했다. 하지만 서머 시즌에서도 승격에는 실패했다.
2018년 6월, 현역에서 은퇴했다.

## 은퇴 이후
2019시즌을 앞두고 LCK의 분석데스크에 합류했다. 2020년 2월까지 분석데스크에서 활동했다.
또한 개인방송도 시작했다. 2020년 11월 5일, 한화생명 e스포츠의 스트리머로 계약을 체결했다. 매드라이프는 2021년 11월 1일까지 한화생명의 스트리머로 활동했다.

## 소속팀
| # | 팀명                 | 소속 기간             | 소속 리그 | 비고 |
| - | -------------------- | --------------------- | --------- | ---- |
| 1 | CJ 엔투스 프로스트   | 2011.10.~2016.11.30   | LCK       |      |
| 2 | 골드 코인 유나이티드 | 2016.12.30~2017.11.21 | CS        |      |

## 수상 경력
- e스포츠 명예의 전당 아너스
- e스포츠 명예의 전당 히어로즈
- 리그 오브 레전드 챌린저 시리즈 노스 아메리카 서머 2017 우승 (골드코인 유나이티드)
- 리그 오브 레전드 챌린저 시리즈 노스 아메리카 스프링 2017 우승 (골드코인 유나이티드)
- 리그 오브 레전드 올스타전 2016 준우승 (한국 올스타팀)
- 네이버 2015 LoL KeSPA컵 준우승 (CJ 엔투스)
- 리그 오브 레전드 올스타전 2015 우승 (한국 올스타팀)
- 리그 오브 레전드 올스타전 2014 우승 (Team Fire)
- 빅파일 나이스게임TV 리그 오브 레전드 배틀 스프링 2014 우승 (CJ 엔투스 프로스트)
- IEM 시즌 8 싱가포르 준우승 (CJ 엔투스 프로스트)
- 리그 오브 레전드 올스타전 2013 우승 (대한민국 올스타)
- IEM 시즌 7 월드 챔피언십 준우승 (CJ 엔투스 프로스트)
- 올림푸스 리그 오브 레전드 챔피언스 윈터 2012-2013 준우승 (아주부 프로스트)
- IEM 시즌 7 카토비체 4강 (아주부 프로스트)
- 2012 대한민국 e스포츠대상 리그 오브 레전드 서포터부문 최우수 선수상
- 리그 오브 레전드 월드 챔피언십 시즌 2 준우승 (아주부 프로스트)
- 아주부 리그 오브 레전드 더 챔피언스 서머 2012 우승 (아주부 프로스트)
- 아주부 리그 오브 레전드 더 챔피언스 스프링 2012 준우승 (MiG 프로스트)
- 온게임넷 리그 오브 레전드 인비테이셔널 우승 (MiG 프로스트)
- 리그 오브 레전드 신림동 PC방 대항전 우승 (MiG 프로스트)